# National Carillon

National Carillon

Das National Carillon ist ein Turm-Glockenspiel (Carillon) in der australischen Hauptstadt Canberra. Es befindet sich auf Queen Elizabeth II Island (früher Aspen Island), einer Insel im Lake Burley Griffin. Betrieben und gewartet wird es im Auftrag der Bundesregierung von der National Capital Authority.

## Geschichte
Das Glockenspiel war ein Geschenk der britischen Regierung an das australische Volk zum Gedenken an den 50. Jahrestag der Grundsteinlegung der Bundeshauptstadt Canberra. Königin Elisabeth II., das australische Staatsoberhaupt, eröffnete das National Carillon offiziell am 26. April 1970. Für das Design des Turms war Cameron Chisholm Nicol verantwortlich, ein Architekturbüro aus Perth in Western Australia. Das Konzept war 1968 von Don Ho, einem der Architekten des Büros, entwickelt worden. 2004 wurde das Glockenspiel renoviert, einschließlich der inneren mechanischen Einrichtungen und der Hinzufügung zweier zusätzlichen Glocken. Die Glocken und der Mechanismus des Glockenspiels wurden von John Taylor & Co. aus Loughborough entworfen und gebaut.

## Beschreibung

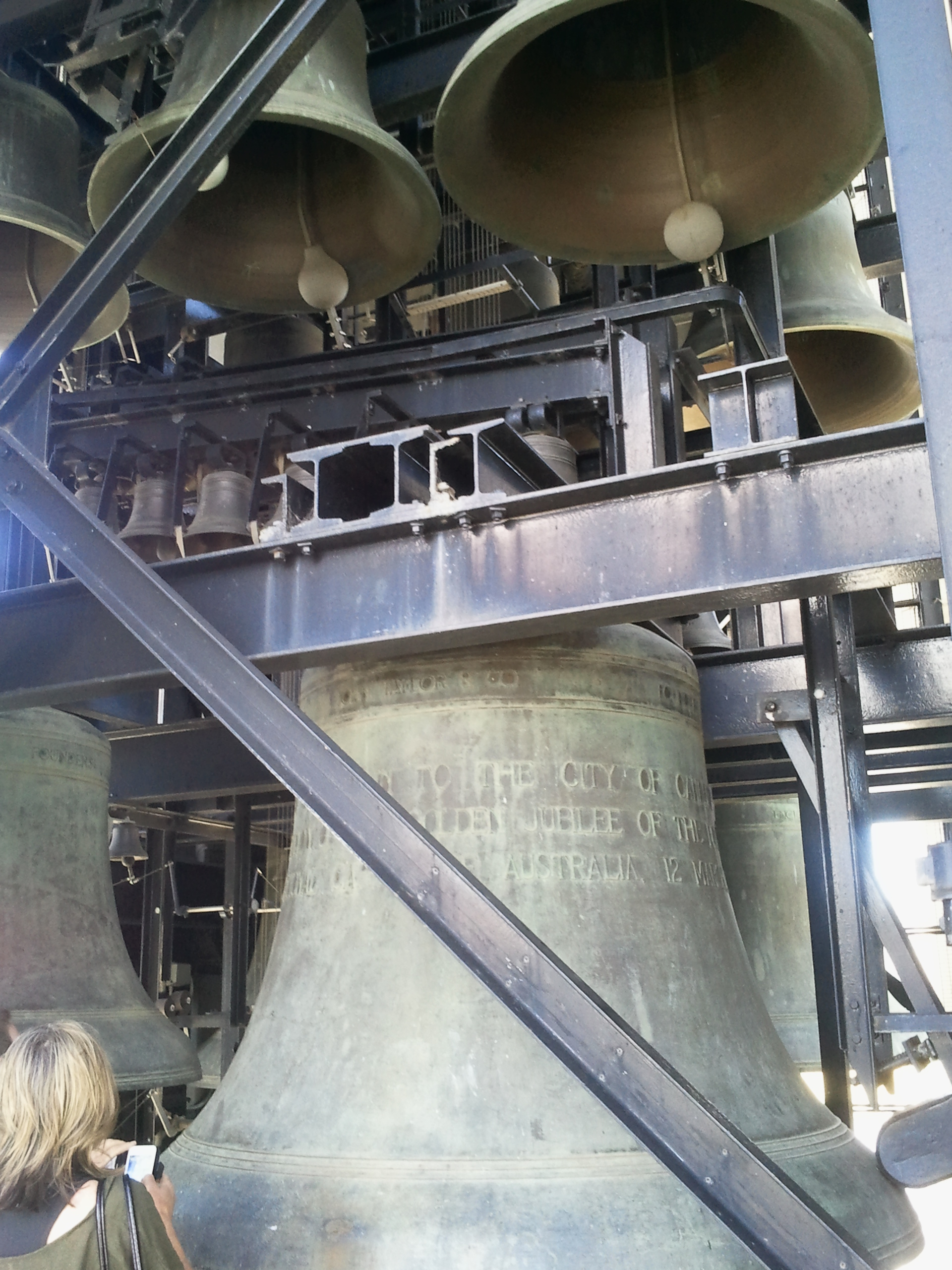
Glocken

Der 50 Meter hohe, dreieckige Turm besteht aus armierten Betonplatten mit einem auffälligen weißen Farbton. Er wird von drei dreieckigen Pfeilern gestützt; im westlichen Pfeiler befindet sich ein Wartungsaufzug, im östlichen ein Personenaufzug. Alle drei Pfeiler besitzen eine Nottreppe. Der Boden ist mit großen hexagonalen Platten belegt. Nachts wird der Turm mit Flutlichtern angestrahlt. Carillons müssen mindestens 23 Glocken besitzen, um als solche zu gelten. Beim National Carillon sind es deren 55 (53 bis zum Umbau im Jahr 2003). Die Glocken wiegen zwischen sieben Kilogramm und sechs Tonnen und umfassen eine chromatische Tonleiter von viereinhalb Oktaven. Der erhöht liegende Teil des Turms besteht aus drei Ebenen: Unten ist die Ebene mit der Klaviatur, einer Übungsklaviatur und einer Umkleidekabine, in der Mitte die Ebene mit den Glocken. Über den Glocken befindet sich ein kleiner Aussichtsraum mit Küche, der für private Anlässe gemietet werden kann.

## Bildergalerie

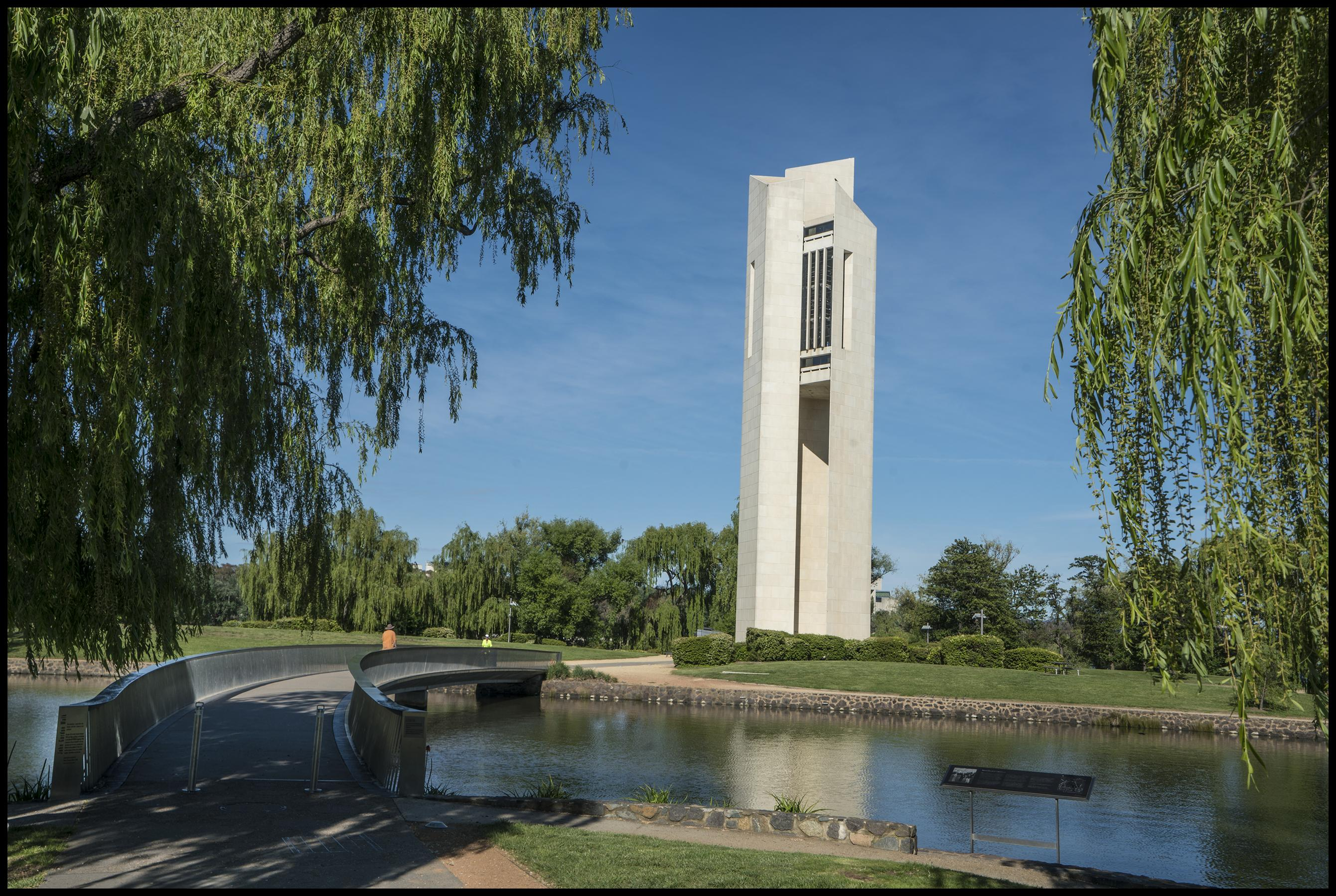
Turm und Brücke nach Aspen Island
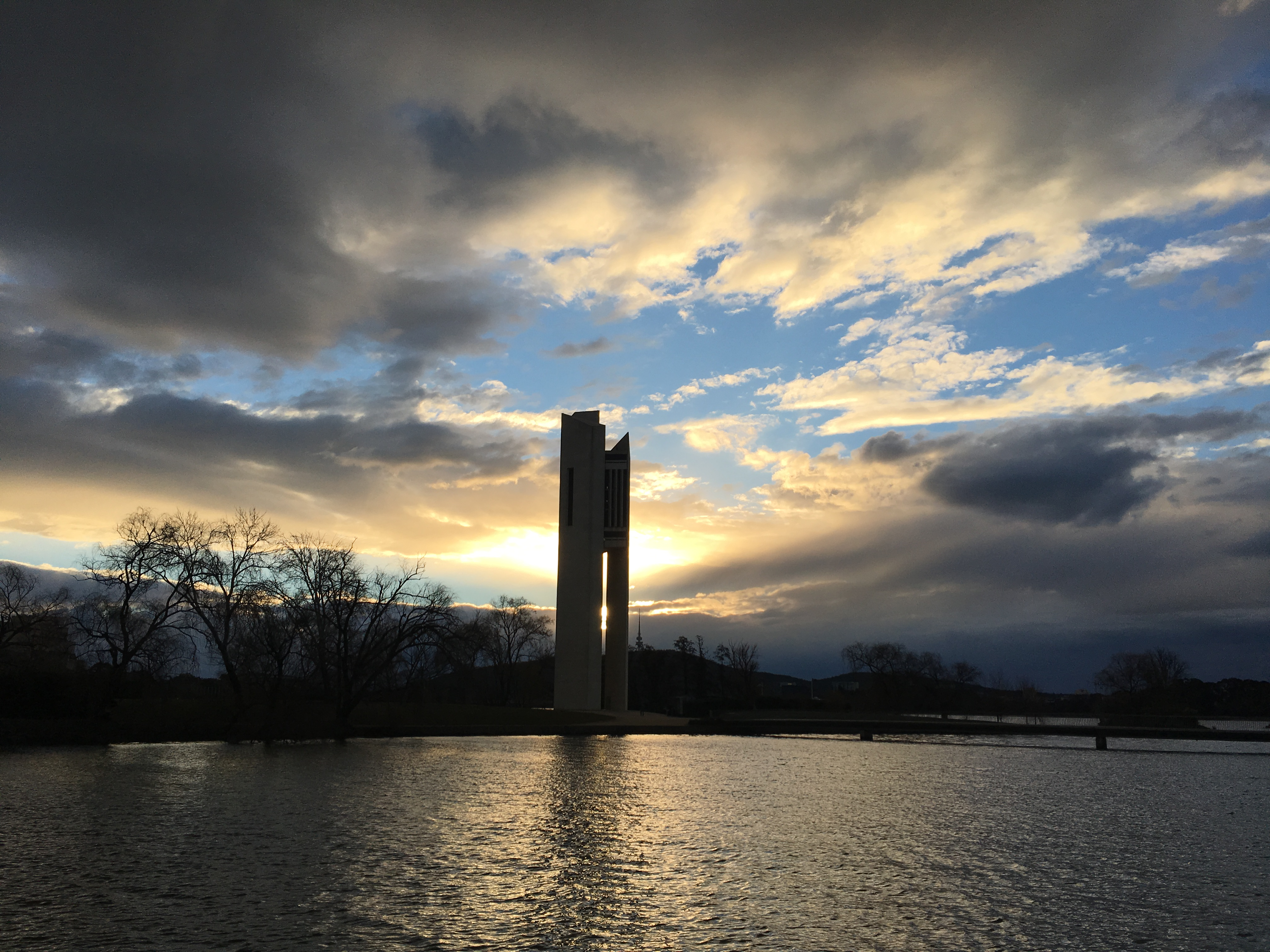
Sonnenuntergang im Winter
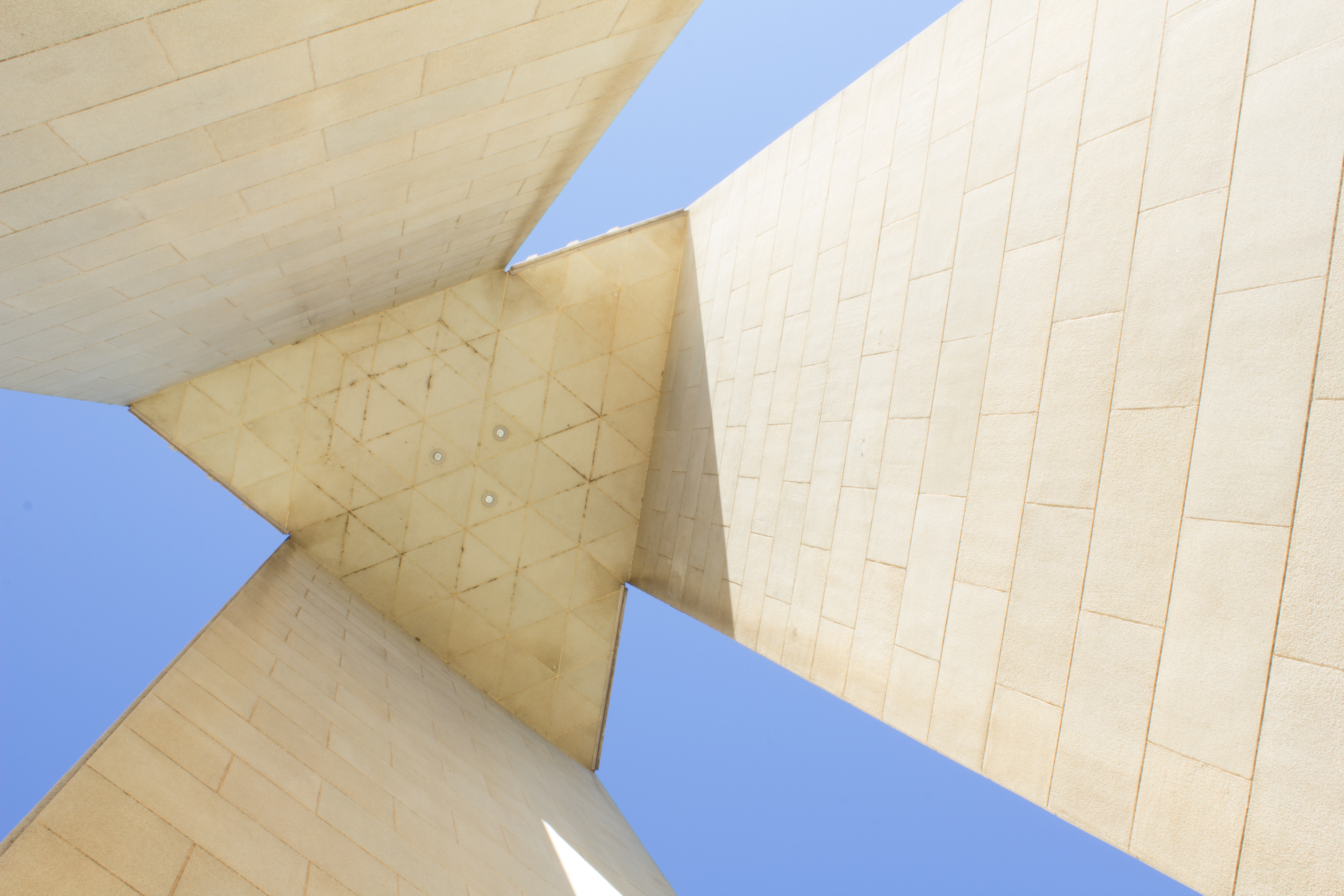
Ansicht von unten
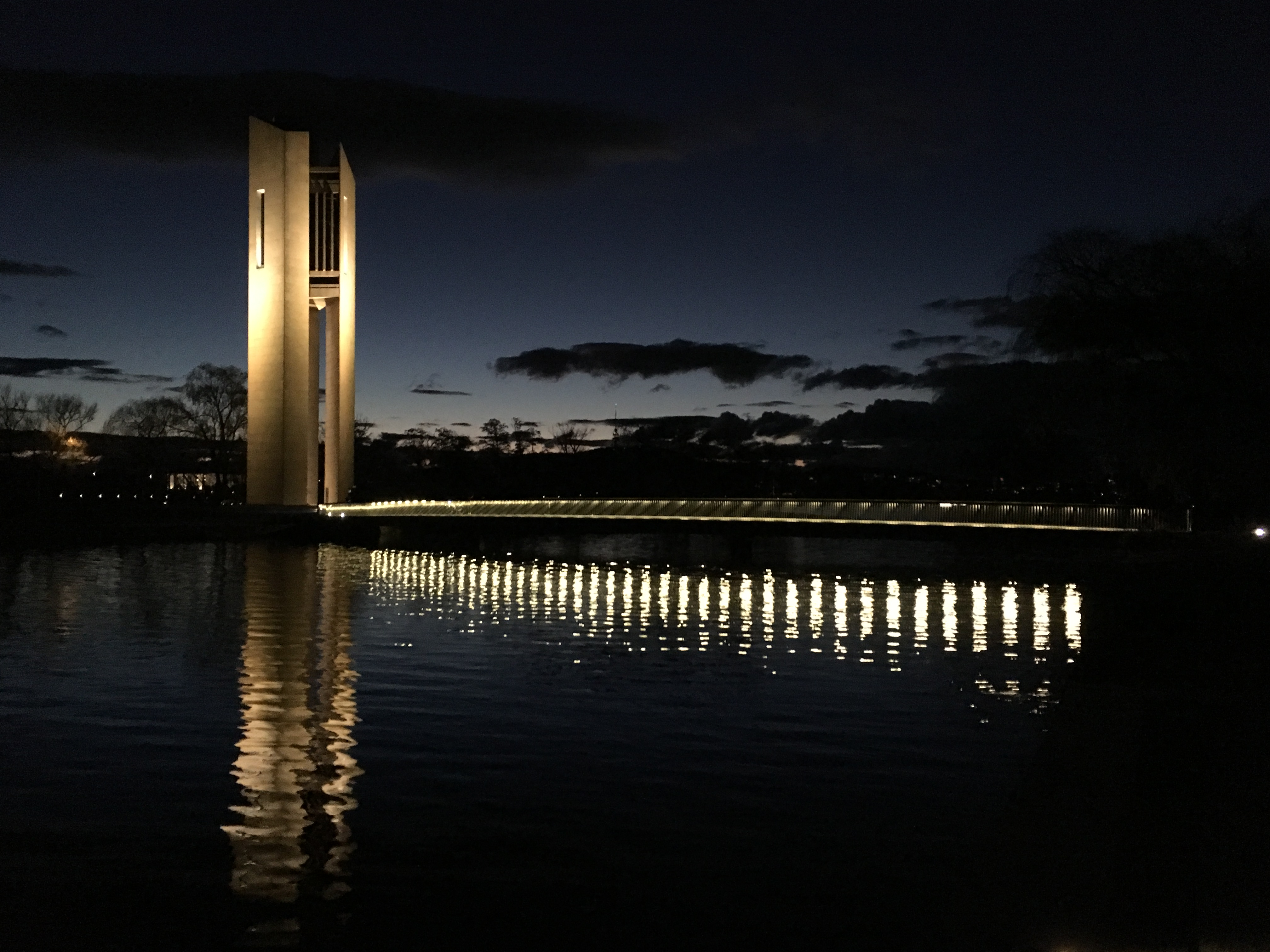
Nächtliche Ansicht